# Icichthys lockingtoni
Icichthys lockingtoni är en fiskart som beskrevs av Jordan och Gilbert, 1880. Icichthys lockingtoni ingår i släktet Icichthys och familjen svartfiskar. Inga underarter finns listade i Catalogue of Life.